# Mieczysław Juchniewicz

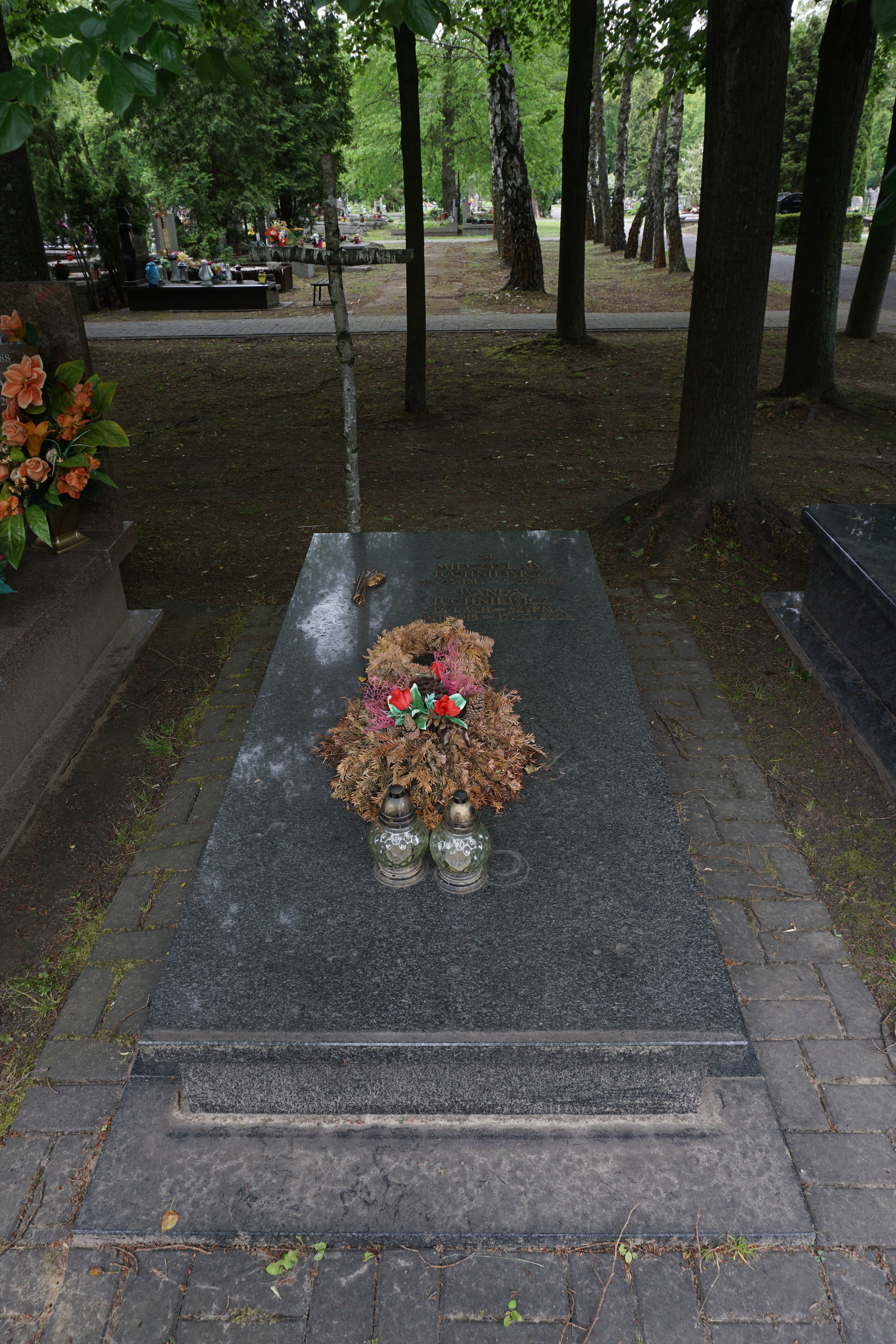
Grób Mieczysława Juchniewicza na cmentarzu komunalnym Północnym

Mieczysław Juchniewicz (ur. 30 sierpnia 1914 w Łunińcu, zm. 5 lipca 1988) w Warszawie) – polski  historyk wojskowości, pułkownik wojska Polskiego.

## Życiorys
W latach 30. studiował prawo na Wydziale Prawa Uniwersytetu Stefana Batorego w Wilnie. Absolwent historii Uniwersytetu Warszawskiego (1954). W czasie II wojny światowej najpierw w partyzantce radzieckiej, później oficer Ludowego Wojska Polskiego. W latach 1959–1974 pracownik Wojskowego Instytutu Historycznego. Doktorat w 1970 na Wojskowej Akademii Politycznej. Autor wielu książek i artykułów. W swoich pracach tendencyjnie ukazywał obraz wojny na wschodnich terenach RP, pomniejszając wysiłek zbrojny Armii Krajowej. Pochowany na cmentarzu komunalnym Północnym w Warszawie.